# 中央方面军
中央方面军是苏德战争中苏联的战役战略集团。
1941年7月24日在西方方面军一部的基础上第一次组建。曾编入该方面军的部队有第13、第21、第3軍團，方面军司令先后为库兹涅佐夫上将（1941年7至8月）、叶夫列莫夫中将（1941年8月）。参加过斯摩棱斯克战役，1941年8月25日被撤销，所部转隶布良斯克方面军。
1943年2月15日在顿河方面军的基础上第二次组建。曾编入该方面军的部队有第21、第65、第70、第3、第13、第48、第50、第60、第61、第63軍團，第2戰車軍團、第3近衛戰車軍團和空军第16航空軍團，方面军司令为罗科索夫斯基上将。参加过库尔斯克会战、切尔尼戈夫-普里皮亚季河战役。1943年10月20日改番号为白俄罗斯方面军。